# Club Deportivo Villegas
El Club Deportivo Villegas es un club de fútbol de España, de la localidad de Logroño (La Rioja). Fue fundado en 1974 y actualmente juega en la grupo XVI de la Tercera Federación tras su ascenso en la temporada 2024-25.

## Historia
El Club Deportivo Villegas se fundó en 1974, meses después de la creación del Torneo Villegas, gracias a la iniciativa de un grupo de aficionados vecinos de la calle Esteban Villegas y adyacentes, en el barrio de Madre de Dios, en la zona este de Logroño.
Durante más de 20 años fue un club consagrado exclusivamente al fútbol base, creando en la temporada 1997-98 un equipo senior que comenzó en la Regional Preferente de La Rioja en el Grupo Rioja Baja. Con la creación del subgrupo riojano en Tercera División en la temporada 2004-05 el C. D. Villegas debutó en categorías nacionales.
Desde entonces ha sido un club habitual de la zona media-baja del grupo XVI de tercera, incluyendo algunos periodos breves en regional. El último fue de cuatro temporadas, desde 2021 hasta 2025, cuando el Villegas el ascenso a Tercera Federación.

## Uniforme
- Primera equipación: Camiseta roja, pantalón blanco y medias blancas.
- Segunda equipación: Camiseta naranja, pantalón y medias azules.
- Tercera equipación: Camiseta azul, pantalón blanco y medias azules.

## Estadio
El C. D. Villegas disputa sus partidos en el campo de La Ribera, reformado a finales de 2004, cuya capacidad es de 800 espectadores. Las categorías inferiores se reparten entre este campo y el Colegio Obispo Blanco.

## Categorías inferiores
El C. D. Villegas es conocido en La Rioja por su estructura de futbol base que incluye equipos en todas las categorías de formación.

## Torneo Villegas
En 1974, meses antes de la fundación del C. D. Villegas, se creó el Torneo Villegas para jugadores de la etapa alevín. Actualmente, el torneo es disputado por jugadores de la etapa benjamín. Su sede ha ido modificándose desde el Colegio Gonzalo de Berceo, Colegio Madre de Dios, Escolapios, Antiguo pabellón de Lobete y pabellón de Las Gaunas hasta el actual pabellón de Lobete.
Durante la existencia del torneo han pasado equipos como el Real Madrid C. F., Real Sociedad de Fútbol, Real Sporting de Gijón y Club Atlético Osasuna. Además de jugadores de Primera División como Iker Muniain, José Ángel y José Ignacio.

## Palmarés
Nota: en negrita competiciones vigentes en la actualidad.
| Competición regional                  | Títulos           | Subcampeonatos |
| ------------------------------------- | ----------------- | -------------- |
| Regional Preferente de La Rioja (2/1) | 2006-07, 2011-12. | 1998-99.       |
| Segunda Regional de Navarra (1/0)     | 1979-80.          |                |

## Datos del club
- Temporadas en Primera División: 0
- Temporadas en Segunda División: 0
- Temporadas en Segunda División B: 0
- Temporadas en Tercera División: 14
- Mejor puesto en la liga: 13.º en Tercera División de España (temporada 2008-09)

## Trayectoria

### Histórico de temporadas
| Temporada | División     | Puesto |
| --------- | ------------ | ------ |
| 1979-80   | 2.ª Regional | 1.º    |
| 1980-81   | 1.ª Regional | 8.º    |
| 1981-82   | 1.ª Regional | 13.º   |
| 1982-83   | 1.ª Regional | 10.º   |
| 1983-1997 | Inactivo     | —      |
| 1997-98   | Preferente   | 9.º    |
| 1998-99   | Preferente   | 2.º    |
| 1999-00   | Preferente   | 5.º    |
| 2000-01   | Preferente   | 4.º    |
| 2001-02   | Preferente   | 5.º    |
| 2002-03   | Preferente   | 6.º    |
| 2003-04   | Preferente   | 6.º    |

| Temporada | División        | Puesto |
| --------- | --------------- | ------ |
| 2004-05   | 3.ª (Grupo XVb) | 13.º   |
| 2005-06   | 3.ª (Grupo XVb) | 16.º   |
| 2006-07   | Preferente      | 1.º    |
| 2007-08   | 3.ª (Grupo XVI) | 17.º   |
| 2008-09   | 3.ª (Grupo XVI) | 13.º   |
| 2009-10   | 3.ª (Grupo XVI) | 18.º   |
| 2010-11   | Preferente      | 9.º    |
| 2011-12   | Preferente      | 1.º    |
| 2012-13   | 3.ª (Grupo XVI) | 17.º   |
| 2013-14   | 3.ª (Grupo XVI) | 15.º   |
| 2014-15   | 3.ª (Grupo XVI) | 17.º   |
| 2015-16   | 3.ª (Grupo XVI) | 14.º   |

| Temporada | División             | Puesto |
| --------- | -------------------- | ------ |
| 2016-17   | 3.ª (Grupo XVI)      | 16.º   |
| 2017-18   | 3.ª (Grupo XVI)      | 20.º   |
| 2018-19   | Preferente           | 4.º    |
| 2019-20   | 3.ª (Grupo XVI)      | 20.º   |
| 2020-21   | 3.ª (Grupo XVI)      | 22.º   |
| 2021-22   | Preferente           | 10.º   |
| 2022-23   | Preferente           | 12.º   |
| 2023-24   | Preferente (G2)      | 4.º    |
| 2024-25   | Preferente           | 3.º    |
| 2025-26   | 3.ª Fed. (Grupo XVI) |        |

LEYENDA
 :Ascenso de categoría
 :Descenso de categoría